# Dubravko Tešević
Dubravko „Dubi“ Tešević (* 18. Dezember 1981 in Foča) ist ein ehemaliger bosnisch-österreichischer Fußballspieler.
Der zumeist auf der linken Außenbahn eingesetzte Spieler galt als Freistoß-Spezialist.

## Vereinskarriere

### Jugendjahre
Tešević begann seine Karriere in der Jugend seines Heimatvereins FK Sloga Doboj. Dort spielte er bis zum Beginn des Bosnienkriegs, wodurch die Familie gezwungen war, ihre Heimat zu verlassen. Zunächst flüchtete die Familie zu seiner Tante in die montenegrinische Stadt Budva, wo er die folgenden knapp zwei Jahre in der Jugend des FK Mogren verbrachte. 1994 emigrierte die Familie schlussendlich nach Österreich und ließ sich in Klagenfurt nieder. Daraufhin spielte er drei Jahre in der Jugend des SAK Klagenfurt, ehe die Familie abermals in die Steiermark nach Leoben weiterzog. Dort kam er beim damals als Ausbildungsverein bekannten DSV Leoben unter, wo er 1998 im Alter von siebzehn Jahren unter Trainer Günther Kronsteiner seinen ersten Profivertrag unterzeichnete.
Kurz nach Vertragsunterzeichnung verließ Kronsteiner den Verein jedoch in Richtung FK Austria Wien und wurde durch Milan Đuričić ersetzt. Beim damaligen Spitzenverein der Ersten Division hatte er fortan, aufgrund der großen Konkurrenz in Form von Spielern wie Thomas Weissenberger, Marek Penksa, Peter Guggi, Walter Hörmann oder Wolfgang Klapf, kaum eine Chance sich in der Profimannschaft zu etablieren. Zwar stand er ab 1999 im Profikader von Leoben, kam jedoch lediglich in Testspielen oder in der Amateurmannschaft des Vereins zum Einsatz.

### First Vienna FC
Im Alter von 19 Jahren kam er daraufhin über Vermittlung seines Onkels nach Wien, um zum Wiener Sportklub zu wechseln. Aufgrund einer persönlichen Bekanntschaft mit dem damaligen First Vienna FC Trainer Illija Sormaz schloss er sich jedoch dem gerade erstmals in der Vereinsgeschichte in die Drittklassigkeit abgestiegenen Traditionsverein an.
Gleich in seinem ersten Jahr bei den Döblingern entwickelte er sich zu einer der wenigen positiven Figuren in einer für den Verein katastrophalen Spielzeit. Als Favorit auf den sofortigen Wiederaufstieg, beendete die Vienna die Saison als Tabellenzwölfter im unteren Drittel der Tabelle und hatte sich mit vielen überheblichen Auftritten den Unmut der Fans zugezogen. Der gänzlich Unbekannte Tešević hatte sich von Beginn an einen Stammplatz erkämpft und avancierte mit sechs Toren in seiner Debütsaison und seiner Gefährlichkeit bei Standardsituation zu einer Art Publikumsliebling. In der Folgesaison konnte er sich unter Trainer Kurt Garger, neben Ondrej Ondrovič und Steffen Bury, als einer der Leistungsträger der Mannschaft etablieren, die mit Tabellenplatz drei einen deutlichen Aufwärtstrend erkennen ließ. Nachdem man jedoch auch in der Spielzeit 2003/04 mit Tabellenplatz drei abermals den Aufstieg verpasst hatte, musste Garger seinen Platz räumen und wurde durch Franz Weiss ersetzt. Weiss vollzog einen kompletten Umbruch und degradierte den in der Vorsaison durch einen Kreuzbandriss lang ausgefallenen Tešević zum Joker. Auf seiner angestammten Position auf der linken Außenbahn bekam das Vienna-Eigengewächs Predrag Bjelovuk den Vorzug, im halblinken Mittelfeld der von Weiss geholte Roland Moder. Im Verlauf der Spielzeit absolvierte er lediglich 16 Saisonspiele ohne Torerfolg, die Mannschaft landete zum dritten Mal in Folge auf Tabellenrang drei. Der finanzschwache Verein, der im Vorjahr bereits mit Bury einen Leistungsträger, aufgrund seines Gehalts, abgegeben hatte, machte Tešević daraufhin ein Vertragsangebot zu deutlich gekürzten Bezügen, woraufhin er seinen Vertrag nicht mehr verlängerte.

### FC Livingston
In Folge stand er nach einem Probetraining beim SV Ried kurz vor der Vertragsunterzeichnung, ehe er über Vermittlung des umstrittenen Managers Edi Brunner gemeinsam mit dem damaligen Grazer-AK-Spieler Dominic Hassler auf ein zweiwöchiges Trainingslager mit dem schottischen Erstligisten FC Livingston in der Nähe der italienischen Stadt Pisa erhielt. Während Hassler nicht überzeugen konnte, erhielt Tešević daraufhin einen Dreijahresvertrag beim von Paul Lambert trainierten Verein.
Unter Trainerneuling Lambert startete er als Stammspieler bei der 0:3-Auswärtsniederlage gegen die Glasgow Rangers in die Saison, ehe er aufgrund von Hernieproblemen bis zum Dezember verletzungsbedingt ausfiel. Wieder fit, saß er in den folgenden sechs Meisterschaftsspielen bis zum Jahreswechsel über die gesamte Spielzeit auf der Bank, ehe er sich Ende Jänner 2006 mit dem Verein auf eine Vertragsauflösung einigte. Livingston Trainer Lambert gab persönliche Gründe des Spielers für die Auflösung an.

### Wanderjahre
Zur Rückrunde der Spielzeit 2005/06 wechselte er daraufhin, mit einem halben Jahr Verspätung, doch in die Bundesliga zur SV Ried. In Ried schlug er sich jedoch mit den Spätfolgen seiner Verletzung herum und kam zu lediglich einem Ligaeinsatz. In der Folgesaison lief er für Ried noch im UI-Cup gegen den FC Tiraspol auf, ehe er zu seinem früheren Trainer Kurt Garger in die Erste Liga zum SC-ESV Parndorf wechselte.
Obwohl als Wunschspieler des Trainers geholt, konnte er sich in Parndorf daraufhin keinen Stammplatz erkämpfen. Insgesamt kam er bis zum Frühjahr 2007 zu lediglich sechs Einsätzen, darunter lediglich zwei über die volle Distanz, ohne dabei ein Tor erzielen zu können. Zur Rückrunde folgte daraufhin die vorzeitige Vertragsauflösung.
In Folge wechselte er ein weiteres Mal überraschend ins Ausland, in die dritte portugiesische Liga zu CF União da Madeira. Auch in Portugal lief es für ihn daraufhin nicht nach Wunsch. In knapp einem Jahr bei União absolvierte er lediglich fünf Saisonspiele mit einem Torerfolg, ehe er im Jänner 2009 wieder nach Österreich in die Regionalliga Ost zum Stammverein von Herbert Prohaska Ostbahn XI zurückkehrte.
Bei Ostbahn konnte er erstmals wieder seine Qualitäten über einen längeren Zeitraum abrufen und avancierte zu einem der Leistungsträger der Mannschaft. Insgesamt absolvierte er alle fünfzehn möglichen Rückrundenspiele, schoss dabei zwei Tore und galt dabei neben Stürmer Vadim Slavov als Garant für den Klassenerhalt.

### FC Gratkorn
Seine starken Leistungen blieben nicht unbemerkt und so wechselte er zur Spielzeit 2009/10 wieder eine Spielklasse höher zum Zweitligisten FC Gratkorn. In Gratkorn konnte er sich auf Anhieb als Stammspieler etablieren und entwickelte sich im Verlauf der Saison zum auffallendsten Spieler der Mannschaft. Neben der abgelegten Verletzungsanfälligkeit fand er auch wieder zu seiner Torgefährlichkeit zurück. Am Ende der Spielzeit belegte er mit acht Toren den siebten Platz der Torschützenliste in der Ersten Liga und mannschaftsintern Platz zwei hinter Joachim Parapatits. Der Verein beendete die Saison mit Tabellenplatz sieben im gesicherten Mittelfeld der Liga.